# الحركة الثورية للكونغو
الحركة الثورية للكونغو (بالفرنسية: Mouvement révolutionnaire du Congo أو MRC)  كان ائتلافًا من الجماعات المتمردة المشاركة في نزاع إيتوري في جمهورية الكونغو الديمقراطية والذي كان نشطًا بين عامي 2006 و2007.
ظهرت الحركة في منطقة إيتوري، جمهورية الكونغو الديمقراطية في سبتمبر 2006. وبدلاً من كونها مجموعة متمردة في حد ذاتها، كانت بشكل رئيسي تحالفًا من مختلف الجماعات المتمردة المستقلة بما في ذلك جبهة المقاومة الوطنية لإيتوري، واتحاد الوطنيين الكونغوليين، والجبهة القومية والتكاملية، والقوات المسلحة للشعب الكونغولي، والتجمع من أجل الديمقراطية الكونغولية.  قادها بوامبالي كابوليلي وبوسكو نتاغاندا وتلقت دعما أجنبيا، ربما من أوغندا ورواندا اللتين كانتا تتنافسان على النفوذ في شرق الكونغو في ذلك الوقت. 
ووافقت الجبهة مع الجبهة القومية وجبهة المقاومة الوطنية في إيتوري على اتفاقية نزع السلاح في 22 أغسطس / آب 2007.

## اقتباسات
1. ↑  The group has sometimes been referred to as the Mouvement révolutionnaire congolaise (Congolese Revolutionary Movement).[1]

### فهرس
- Arnold، Guy (2008). "Congo, Democratic Republic". The A to Z of Civil Wars in Africa. Plymouth: Scarecrow Press. ISBN:978-0-8108-7048-2.